# Mrs Beeton
Mrs Isabella Mary Beeton z domu Mayson (ur. 14 marca 1836 w Londynie, zm. 6 lutego 1865 tamże) – brytyjska pisarka, autorka prac z zakresu prowadzenia gospodarstwa domowego.
Jej publikacja Beeton’s Household Management z 1859 była pierwszą wyczerpującą pracą związaną z zagadnieniami prowadzenia domu. Autorka dołączyła do niej także liczne przepisy kulinarne. Znaczący wpływ na to dzieło miała praca Elizy Acton Modern Cookery for Private Families (1845).
Mężem Isabelli był Samuel Orchart Beeton, wydawca.
Życie Isabelli Beeton zostało zaprezentowane w brytyjskim filmie biograficznym The Secret Life of Mrs. Beeton (2006). Główną rolę zagrała Anna Madeley.